# Vidius
Vidius is een geslacht van vlinders van de familie dikkopjes (Hesperiidae), uit de onderfamilie Hesperiinae.

## Soorten
- V. anna (Mabille, 1897)
- V. felus Mielke, 1968
- V. fido Evans, 1955
- V. laska Evans, 1955
- V. mictra Evans, 1955
- V. nappa Evans, 1955
- V. nostra Evans, 1955
- V. perigenes (Godman, 1900)
- V. spitzi Mielke, 1967
- V. tesera (Schaus, 1902)
- V. tinta Evans, 1955
- V. vidius (mabille, 1891)